# St. Martin in the Fields
St Martin-in-the-Fields és una església al costat de la National Gallery ubicada a Trafalgar Square, Londres.

## Descripció
A part de ser la parròquia del palau de Buckingham i, per tant, de la reina. Té una orquestra pròpia que ofereix concerts gairebé cada nit. A la seva cripta hi han instal·lats un restaurant, una llibreria religiosa i una botiga d'objectes nadalencs. El London Brass Rubbing Center té la seu en aquest edifici. Ocasionalment el seu pati s'utilitza per mercats d'artesania.

## Història
Indret ocupat des del segle xii per un temple, ha estat la tomba de londinencs famosos com Nell Gwyne, amant de Carles II, el pintor William Hogarth i Joshua Reynolds. L'esglèsia actual, de pedra blanca és obra de James Gibbs, projectada el 1721 i finalitzada el 1721. El seu model arquitectònic va ser exportat als Estats Units on va servir de model per moltes esglésies colonials. Des de 1914 fins a 1927 la cripta va estar oberta als pobres i va servir de refugi pels bombardeigs de la II Guerra Mundial.